# Pekka Vasala
Pour les articles homonymes, voir Pekka.
Pekka Antero Vasala (né le 17 avril 1948 à Riihimäki) est un athlète finlandais, spécialiste du 800 mètres et du 1 500 mètres. Il est champion olympique du 1 500 m en 1972.

## Biographie
Sa carrière culmine en 1972. Fort d'un record d'Europe au 800 mètres établi le 20 août 1972 à Helsinki, et d'un record national à 3 min 36 s 8 un mois auparavant à Turku, il s'aligne sur 1 500 m aux Jeux olympiques de Munich. En finale, il domine le Kényan Kip Keino et le Néo-zélandais Rod Dixon en 3 min 36 s 33.
Il participe trois fois aux championnats d'Europe, sans pouvoir faire mieux que sixième en 1974.

### Palmarès
| Date | Compétition           | Lieu     | Résultat | Épreuve | Performance   |
| ---- | --------------------- | -------- | -------- | ------- | ------------- |
| 1969 | Championnats d'Europe | Athènes  | 9e       | 1 500 m | 3 min 44 s 1  |
| 1971 | Championnats d'Europe | Helsinki | 9e       | 1 500 m | 3 min 41 s 49 |
| 1972 | Jeux olympiques       | Munich   | 1er      | 1 500 m | 3 min 36 s 33 |
| 1974 | Championnats d'Europe | Rome     | 6e       | 1 500 m | 3 min 41 s 5  |

#### National
- 3 titres au 800 m (1970-1972)
- 3 titres au 1 500 m (1969-1971)[2]

### Records
| Épreuve | Performance        | Lieu     | Date              |
| ------- | ------------------ | -------- | ----------------- |
| 800 m   | 1 min 44 s 5       | Helsinki | 20 août 1972      |
| 1 500 m | 3 min 36 s 33 (RN) | Munich   | 10 septembre 1972 |